# João, o Cita
João, o Cita (em latim: Iohannes Scytha, em grego: Ἰωάννης ὁ Σκύθης; fl. 482 - 498) foi um general e um político do Império Romano do Oriente, que lutou contra o usurpador Leôncio (484–488) e na Guerra Isaura (492–498).

## Biografia
João foi um oficial do exército bizantino. Em 482, foi enviado para Ilíria juntamente com Mosquiano para lutar contra os ostrogodos de Teodorico, o Amal. No ano seguinte, o imperador Zenão decidiu se livrar de seu mestre dos soldados do Oriente (magister militum per Orientem) Ilo, substituindo-o por João.
Em 484, Ilo se rebelou e opôs-se a Zenão a favor de seu oficial civil Leôncio, a quem ele nomeou imperador. João e Teodorico, com um grande exército, derrotaram Ilo e Leôncio perto de Antioquia em setembro do mesmo ano. Ilo e João fugiram para a Isáuria e trancaram-se na fortaleza de Papúrio. João cercou a fortaleza e, no final de 484, ele capturou e matou Trocundo, o irmão de Ilo, que havia saído para buscar reforços. O cercou durou até 488, quando a fortaleza caiu após uma traição e ambos, Ilo e Leôncio, foram condenados à morte.
Durante o reinado do imperador Anastácio I Dicoro, João lutou na Guerra Isaura (492–498), obtendo o comando conjunto das forças armadas com João, o Corcunda. Ele foi um dos comandantes romanos na Batalha de Cotieu de 492, e, em 497, derrotou os isauros, capturando e matando seus líderes Longino de Cárdala e Atenodoro, e enviou suas cabeças para Constantinopla.
Anastácio ficou muito satisfeito com a vitória na guerra e honrando seus generais: João, o Cita, foi nomeado cônsul em 498.